# Lukov (Úštěk)
Lukov je vesnice, část města Úštěku v okrese Litoměřice. Nachází se asi dva kilometry severovýchodně od Úštěku. Lukov leží v katastrálním území Lukov u Úštěku o rozloze 5,01 km².

## Historie
První písemná zmínka o vesnici pochází z roku 1057.

## Obyvatelstvo
Při sčítání lidu v roce 1921 zde žilo 315 obyvatel (z toho 144 mužů), z nichž bylo pět Čechoslováků, 304 Němců a šest cizinců. Kromě devíti evangelíků se hlásili k římskokatolické církvi. Podle sčítání lidu z roku 1930 měla vesnice 325 obyvatel: šest Čechoslováků, 314 Němců a pět cizinců. Většina byla římskými katolíky, ale osm lidí patřilo k evangelickým církvím a jeden byl členem církve československé.
| | 1869 | 1880 | 1890 | 1900 | 1910 | 1921 | 1930 | 1950 | 1961 | 1970 | 1980 | 1991 | 2001 | 2011 |
| --- | ---- | ---- | ---- | ---- | ---- | ---- | ---- | ---- | ---- | ---- | ---- | ---- | ---- | ---- |
| Obyvatelé | 457  | 464  | 440  | 482  | 450  | 444  | 485  | 227  | 203  | 154  | 95   | 72   | 83   | 107  |
| Domy | 91   | 91   | 88   | 87   | 88   | 88   | 94   | 68   | .    | 40   | 27   | 36   | 59   | 62   |
| Tabulka zahrnuje údaje částí Lukovsko, Svobodná Ves a počet domů z roku 1961 je zahrnut v domech místní části Úštěk-Vnitřní Město. |      |      |      |      |      |      |      |      |      |      |      |      |      |      |

## Pamětihodnosti
- Usedlost čp. 2
- Domy čp. 19, 20, 21 a 29

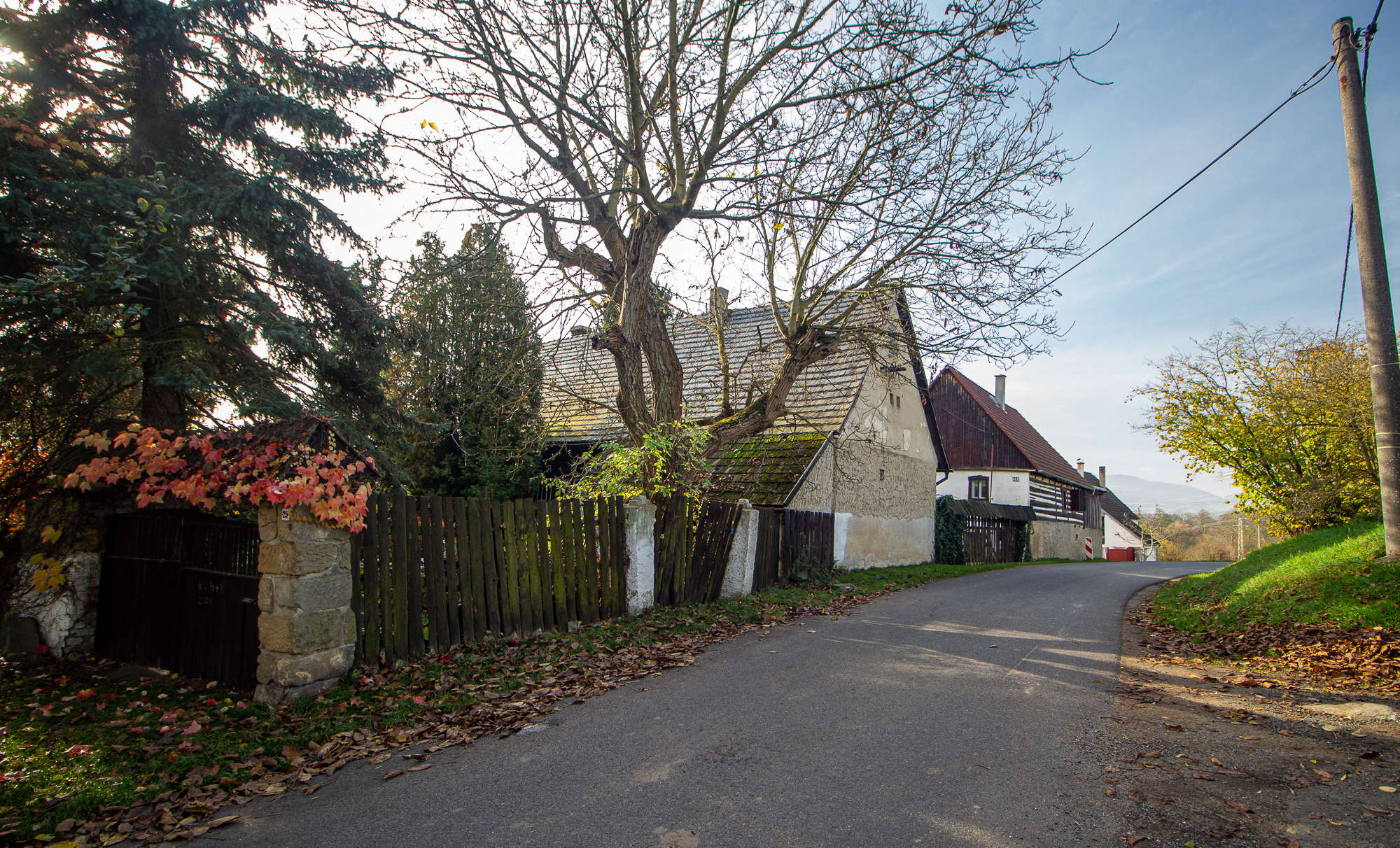
Lukov, domy č. 28 a 29

- Usedlost čp. 48 a domy čp. 49, 50 a 51 v ZSJ Lukovsko (dříve Rutte[8])
- Usedlosti čp. 54 a 56 v ZSJ Svobodná Ves